# Olamide Shodipo
Olamide Oluwatimilehin Baba Shodipo (Dublino, 5 luglio 1997) è un calciatore irlandese di origini nigeriane, attaccante svincolato.

## Carriera

### Club
Cresciuto nel settore giovanile del QPR, ha esordito in prima squadra il 7 agosto 2016, nella partita di Championship vinta per 3-0 contro il Leeds United. Il 30 novembre rinnova con gli Hoops fino al 2019; il 30 gennaio 2017 viene ceduto in prestito fino al termine della stagione al Port Vale.

### Nazionale
Ha giocato nelle nazionali irlandesi Under-19 ed Under-21.

## Statistiche

### Presenze e reti nei club
Statistiche aggiornate al 28 dicembre 2017.
| Stagione        | Squadra         | Campionato      | Campionato | Campionato | Coppe nazionali | Coppe nazionali | Coppe nazionali | Coppe continentali | Coppe continentali | Coppe continentali | Altre coppe | Altre coppe | Altre coppe | Totale | Totale |
| Stagione        | Squadra         | Comp            | Pres       | Reti       | Comp            | Pres            | Reti            | Comp               | Pres               | Reti               | Comp        | Pres        | Reti        | Pres   | Reti   |
| --------------- | --------------- | --------------- | ---------- | ---------- | --------------- | --------------- | --------------- | ------------------ | ------------------ | ------------------ | ----------- | ----------- | ----------- | ------ | ------ |
| 2016-gen. 2017  | QPR             | FLC             | 11         | 0          | FACup+CdL       | 1+2             | 0               | -                  | -                  | -                  | -           | -           | -           | 14     | 0      |
| gen.-giu. 2017  | Port Vale       | FL1             | 6          | 0          | FACup+CdL       | -               | -               | -                  | -                  | -                  | FLT         | -           | -           | 6      | 0      |
| Totale carriera | Totale carriera | Totale carriera | 17         | 0          |                 | 3               | 0               |                    | -                  | -                  |             | -           | -           | 20     | 0      |